# Ai jiu zhai yi qi
Ai jiu zhai yi qi (caratteri cinesi: 愛就宅一起; titolo internazionale ToGetHer) è una serie televisiva taiwanese andata in onda a partire dal 15 febbraio 2009 alle 22:00 sulla rete CTV. Hanno seguito le trasmissioni sulla rete di Taiwan GTV e sulla rete di Singapore Channel U, entrambe a partire dal 21 febbraio 2009 e rispettivamente alle 21:00 ed alle 21:30.
La serie è conosciuta anche con il titolo alternativo di Superstar Express.

## Trama
Mars è una superstar, la cui popolarità è scesa di molto dopo alcune pubblicità negative. Le sue finanze sono scese in rosso, e il giovane si è dovuto trovare un posto dove vivere. Finisce così ad affittare una stanza da Mo Mo, la sua padrona di casa agorafobica. Impara presto a conoscere lei ed un suo amico di infanzia, Jia Sen, un capitano di nuoto che però sembra avere l'intelligenza di un bambino di 8 anni. Inizialmente Mars e Mo Mo si trovano ad avere qualche battibecco, ma dopo una serie di peripezie si scopre che i due provano qualcosa l'uno per l'altra.
Prima dell'incontro dei due, Mo Mo era una ragazza tranquilla e timida il cui unico amico era Jia Sen, ed era spesso dimenticata o allontanata dagli altri. Il suo unico interesse era leggere manga, tra cui il suo preferito era Prince Kashaba. Durante il primo giorno di scuola di Mars, quando i due ancora non si conoscevano, egli scrive arrogantemente il suo nome su uno dei manga di Mo Mo con il pennarello indelebile, rendendo la ragazza furiosa ed imbarazzandola davanti a tutti. Tornata a casa, Mo Mo scopre che sua sorella ha dovuto affittare ad un nuovo inquilino la stanza dei loro genitori, a causa dei debiti incombenti. Enorme la sorpresa di Mo Mo quando scopre che il nuovo affittuario altri non è che l'arrogante Mars. Trovandosi lo sconosciuto per casa, e non avendo ancora appreso la notizia dalla sorella, finisce per rinchiuderlo nel bagno e picchiarlo, fino a cacciarlo di casa, situazione che sarà ristabilità solo dall'agente di Mars, che accuserà Mo Mo di star rovinando la carriera del giovane.

Jia Sen è l'unico amico d'infanzia di Mo Mo, che sembra non essere maturato abbastanza per la sua età, sebbene non sia esageratamente stupido. Vince un sacco di medaglie grazie alla sua carriera di nuotatore, ma le regala tutte a Mo Mo poiché è sinceramente innamorato di lei. Si riferisce a Mars come "cattivo ragazzo" e gli dispiacere vedere lui e Mo Mo che escono insieme. Verso la fine della serie, la madre di Jia Sen chiede a Mo Mo di andare in Inghilterra con il figlio per continuare gli studi, ma la ragazza rifiuta preferendo stare vicino a Mars, che è stato coinvolto in un incidente. Jia Sen rimane sinceramente dispiaciuto per la faccenda, ed inizia a pensare di non piacere a Mo Mo per la sua stupidità. Alla fine, tuttavia, accetta di vedere i due insieme, ma mentre se ne va dichiara che amerà Mo Mo per sempre.

Alla fine della serie, Mars riacquista di nuovo tutta la sua precedente popolarità, e nelle ultime immagini lo vediamo mentre rientra a casa con Mo Mo.

## Curiosità
- È stato pubblicato un DVD una settimana prima che lo show venisse trasmesso a Singapore.
- Gli ultimi due episodi sono stati trasmessi insieme come una sola puntata.